# Marchand-Mercier

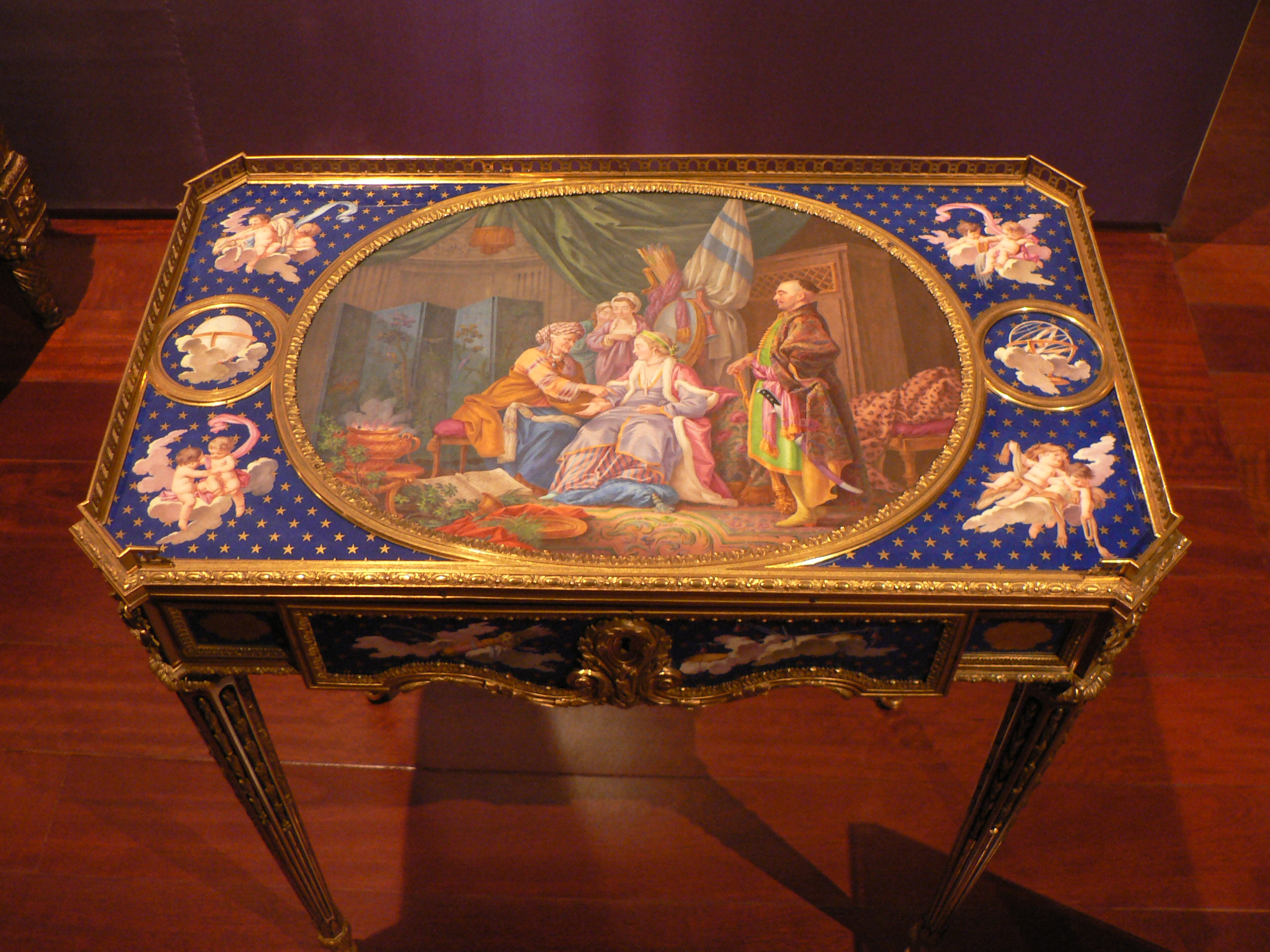
Mit Sèvres-Porzellan verzierter Damenschreibtisch von 1772

Marchand-Mercier war die Bezeichnung für die Pariser Händler, die im 18. und 19. Jahrhundert Möbel und Ausstattungsstücke aller Art verkauften und als Raumausstatter mit Kunsttischlern zusammenarbeiteten. Ihnen wird großer Einfluss auf die stilistische Entwicklung und dekorative Ausstattung von Möbeln dieser Zeit zugeschrieben. Ein Beispiel dafür ist der in den 1860er Jahren in Mode gekommene Bonheur du jour. Bedeutende Pariser Händler waren zum Beispiel Darnault, Poirier und Hébert.
Besagte Händler gehörten keiner Zunft an, da es in Paris seit dem Mittelalter untersagt war, handwerkliche Tätigkeiten außerhalb eines erlernten Berufes auszuüben. Nur ein Marchand-Mercier konnte deshalb chinesisches Porzellan mit bronzenen Griffen und Gestellen versehen sowie an Möbel japanische Lackpaneele und Platten aus Sèvres-Porzellan anbringen oder sie mit opulenter Goldbronze dekorieren. Auch bestimmte Kunsttischler arbeiteten mit königlicher Lizenz oder aufgrund fehlender französischer Staatsbürgerschaft außerhalb des Zunftwesens.